# Vaghinak Galustyan
Vaghinak Galustyan (en arménien : Վաղինակ Գալստյան), né le 7 novembre 1973 à Erevan, est un lutteur arménien. Il a participé aux Jeux olympiques d'été de 2004 et de 2000. Sur ces derniers il était également porte-drapeau de la délégation arménienne.

## Palmarès

### Championnats du monde
- Championnats du monde de lutte 2001 :  médaille d'or en moins de 63 kg